# プライベートバンク
プライベート・バンク（英語: Private Bank）は、無限責任の個人またはジェネラルパートナーと、有限責任のリミテッドパートナーのいずれかによって、またはそれらの組み合わせによって、所有・運営される銀行のこと。

## 概要
厳密にはプライベートバンクとは法人化されていない銀行を指す。このような場合、債権者は「銀行の資産全体」と「個人事業主やジェネラル・パートナーの資産全体」の両方に注目することができ、すなわち「無限責任の銀行と取引したいならばプライベートバンクしか選択肢がない」ともいえる。
スイスの銀行は、少なくともフォンテーヌブローの勅令（1685年）にまで遡る長い伝統を持っている。英国でもプライベートバンクは長い伝統があり、C.Hoare & Co.は1672年から営業している。

## 著名なプライベートバンク
このリストには、2種類の銀行が含まれている。
- 個人またはジェネラルパートナーとリミテッドパートナーのいずれかが所有する非法人の銀行。
- 富裕層向けのウェルスマネジメントに特化した法人化された銀行。

### 中国
- 交通銀行、1908年設立
- 招商銀行

### フランス
- Compagnie Financière Edmond de Rothschild、パリ、1953年設立、Edmond de Rothschildグループの一員
- ソシエテ・ジェネラル

### インド
- Kotak Mahindra Bank

### ドイツ

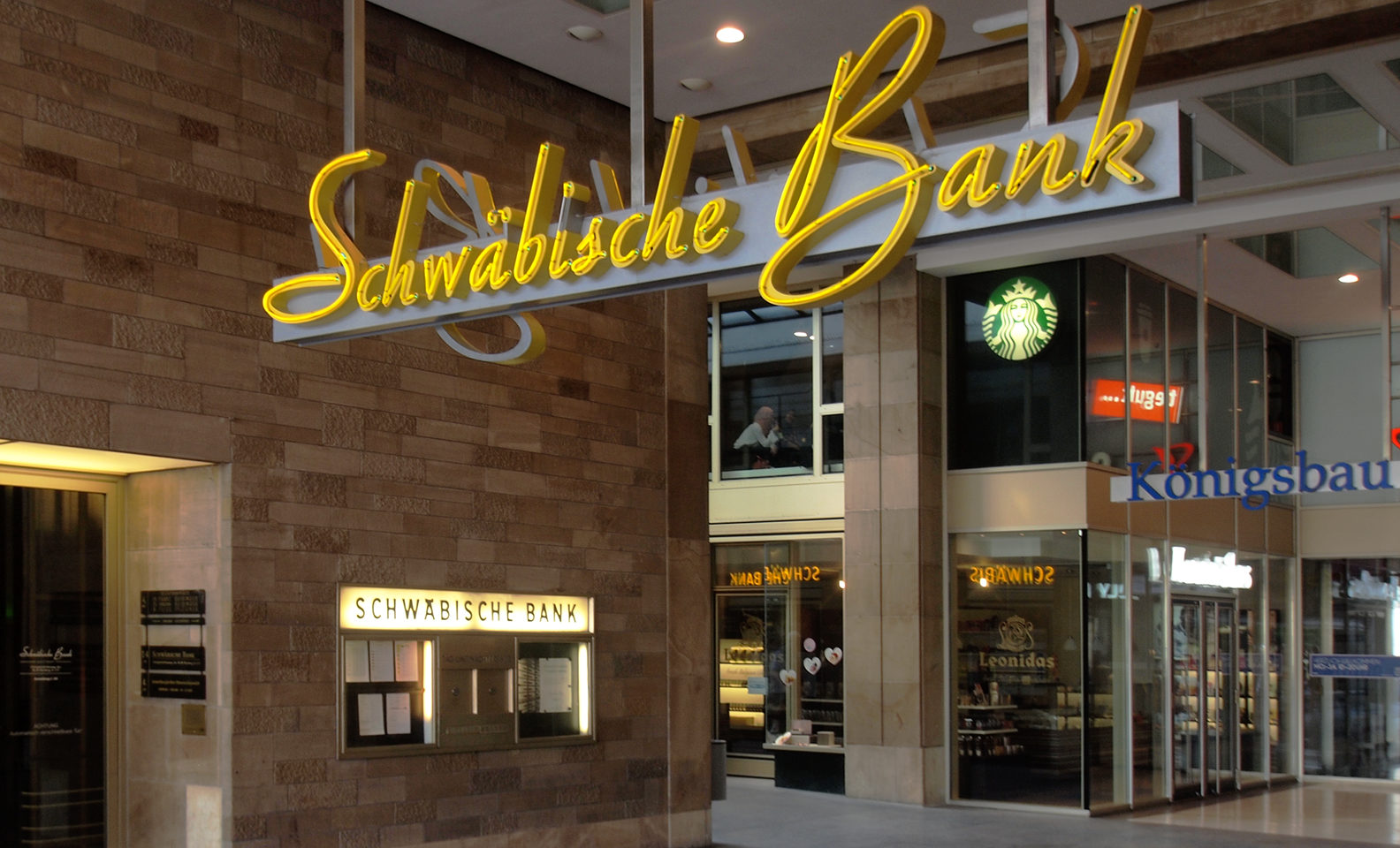
Schwäbische Bank (現在は M.M.Warburg の一部)

- Delbruck Bethmann Maffei、フランクフルト、1748年創業、ABNアムロの一員
- M・M・ヴァールブルク&CO、ハンブルク、1798年設立。
- Sal. Oppenheim、ケルン、1789年設立、ドイツ銀行の一員

### イタリア
- Banca Sella Group、1886年設立

### リヒテンシュタイン
- LGT銀行、ファドゥーツ、1920年設立、リヒテンシュタイン侯爵家所有

### オランダ
- Maduro & Curiel's Bank、ウィレムスタット、1917年設立
- MeesPierson、ロッテルダム、1720年設立：ABNアムロの一員
- Van Lanschot Kempen、1737年設立。オランダ[1]およびベネルクス[2] [3]で最も古い独立銀行であり、世界で最も古い独立銀行の一つである[4][リンク切れ]。

### スイス
- Banque privée Edmond de Rothschild、ジュネーブ、1923年設立、Edmond de Rothschildグループの一員
- Baumann & Cie、Banquiers、バーゼル、1920年設立
- EFG インターナショナル、チューリッヒ、1995年設立、EFGグループ（ジュネーブ）のメンバー
- Hyposwiss Private Bank Genève SA、1889年設立
- ジュリアス・ベア、チューリッヒ、1890年設立
- La Roche & Co.、バーゼル、1787年設立
- Landolt & Cie、ローザンヌ、1780年設立
- ロンバー・オディエ、Geneva、1796年設立
- ピクテ銀行、Geneva、1805年設立
- Union Bancaire Privée、ジュネーブ、1969年設立

### イギリス
- Arbuthnot Latham & Co.、ロンドン、1833年設立
- Brown Shipley、ロンドン、1810年設立、KBL epbグループの一員
- Cater Allen、1816年設立; サンタンデールのメンバー
- Child & Co..、ロンドン、1664年設立、ロイヤルバンク・オブ・スコットランドの一員
- C. Hoare & Co.、ロンドン、1672年設立
- Coutts & Co.、ロンドン、1692年設立、ロイヤルバンク・オブ・スコットランドの一員
- Hampden & Co.、エディンバラ、2015年設立
- Weatherbys、1770年に競馬業界向けの銀行として設立、現在はノーサンプトンシャーに拠点を置く

### 米国

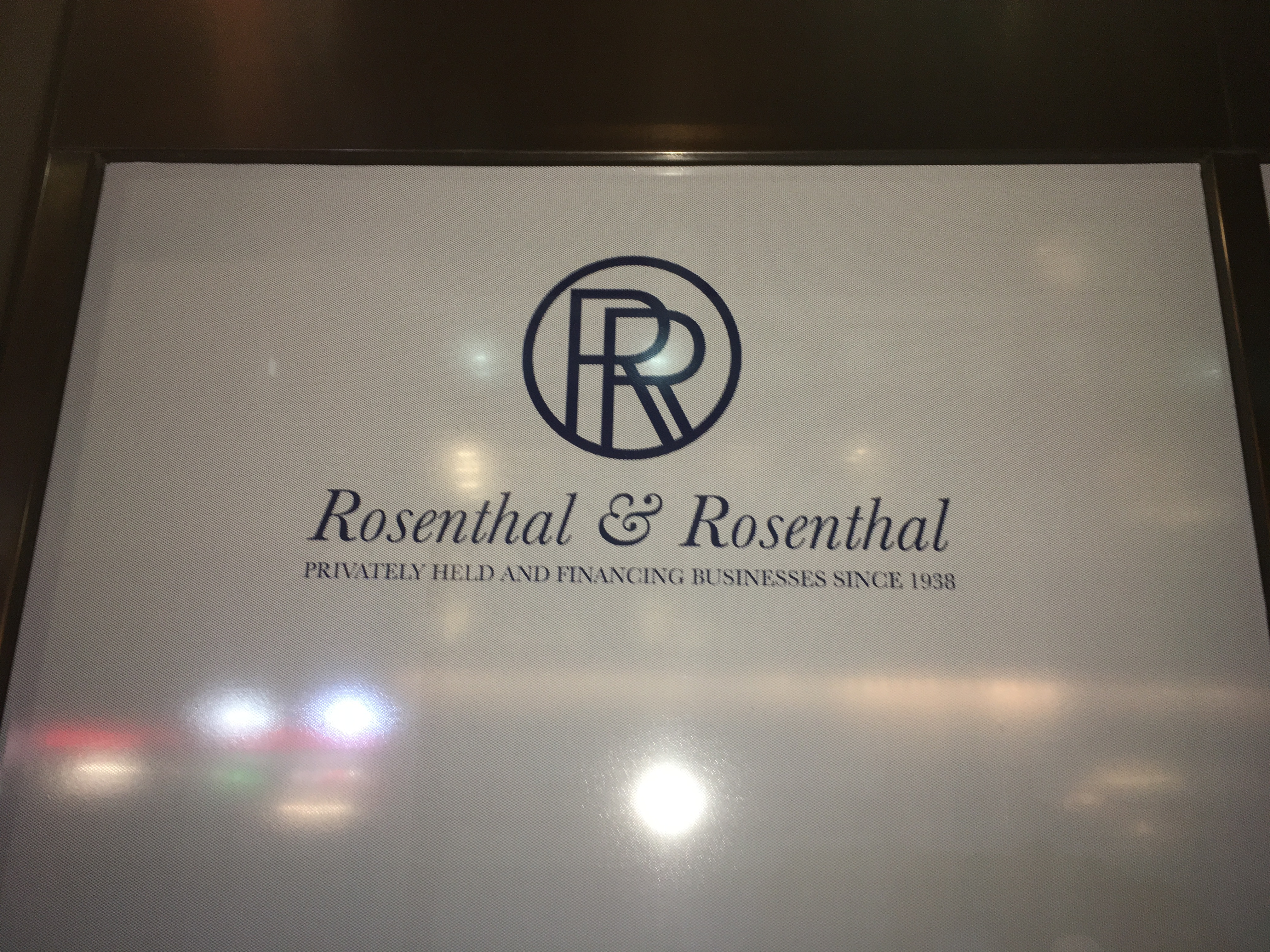
Rosenthal and Rosenthalプライベートバンク

- ブラウン・ブラザーズ・ハリマン、ニューヨーク、1818年設立